# Ousmane Socé
Ousmane Socé (auch: Ousmane Diop Socé oder Ousmane Socé Diop; * 31. Oktober 1911 in Rufisque; † 27. Oktober 1973 in Dakar) war ein senegalesischer Politiker und Schriftsteller französischer Sprache.

## Leben und Werk
Ousmane Socé besuchte Schulen im Senegal, zuletzt die École normale William Ponty, und ging für ein Veterinär-Studium nach Paris. Mit 24 Jahren veröffentlichte er (in der Wochenzeitung Paris-Dakar) den Roman Karim, eine Widerspiegelung der soziokulturellen Situation des Senegal, zwei Jahre später (über seine Erfahrungen als Pariser Student) den Roman Mirages de Paris. Karim war bis in die 1950er Jahre das meistgelesene Buch im Senegal und galt als der beste frankophone Roman des Landes. Odile Biyidi nannte seinen Stil elegant.
Nach dem Zweiten Weltkrieg war er von 1946 bis 1952 Senator der Vierten Republik. Dann wurde er Journalist und Politiker, gründete 1953 eine Literaturzeitschrift und gehörte zu den Pionieren der Négritude. Er ging in die Politik und wurde Abgeordneter, Minister und Botschafter des Senegal in den Vereinigten Staaten, bis eine Augenerkrankung ihn 1968 zum Verzicht zwang.
In Rufisque ist eine Straße nach ihm benannt.

## Werke (Auswahl)
- Karim. 1935. 1979. Nouvelles Éditions latines, Paris 1992 (Vorwort von Robert Delavignette).
- Mirages de Paris. 1937. 1965. 1977. Nouvelles Éditions latines, Paris 2005.
- Contes et légendes d’Afrique noire. 1949. 1962. Nouvelles Éditions latines, Paris 1979.
- Rythmes du Khalam. Nouvelles Éditions latines, Paris 1962 (Vorwort von Georges Larché, Gedichte).